# Čestný odznak štábního kapitána Václava Morávka
Čestný odznak štábního kapitána Václava Morávka (někdy je označován jako „Pamětní medaile (odznak) štábního kapitána Václava Morávka“) byl zřízen nařízením náčelníka Generálního štábu Armády České republiky ze dne 10. srpna 2004, které bylo uveřejněno ve Věstníku ministerstva obrany (MO) č. 22/2004. Výtvarnou podobu čestného odznaku schválil VHÚ pod čj. 4026/26/2004-1241 ze dne 10. března 2004.

## Popis odznaku
Autorem odznaku (o rozměrech 38 x 10 mm) je český akademický sochař a medailér Michal Vitanovský. Lícová strana čestného odznaku je celá věnována portrétu štábního kapitána Václava Morávka. Ten je zde zobrazen s vojenskou čepicí se štítkem a v mírném poloprofilu z pravé strany. Pod Morávkovým portrétem po obvodu dolního polokruhu je nápis „ŠTÁBNÍ KAPITÁN VÁCLAV MORÁVEK“. Rubová strana odznaku obsahuje v horní části stylizované spojené ruce. Pod nimi je umístěn (do profilovaného kruhově zaobleného štítku) nápis „AKTIVNÍ ZÁLOHY“. Pod tímto štítkem je umístěn emblém AČR (ve tvaru státní trikolory v kruhovém provedení).

## Určení a nositelé
Čestný odznak štábního kapitána Václava Morávka je určen k ocenění výjimečných výsledků při plnění významných úkolů dobrovolných bojových záloh. Ocenění je určeno:
- vojákům v dobrovolné aktivní záloze;[3]
- občanským zaměstnancům;[3]
- zaměstnancům státní správy nebo[3]
- zaměstnancům veřejné správy.[3]

## Zásady udělování
Čestný odznak štábního kapitána Václava Morávka je jednostupňový a může se nositeli udělit pouze jednou a jeho udělování není dosud vázáno žádným předem stanoveným termínem.